# Violhättad kolibri
Violhättad kolibri (Goldmania violiceps) är en fågel i familjen kolibrier. Den förekommer i bergsbelägna skogar på gränsen mellan Centralamerika och Sydamerika. Arten tros minska i antal, så pass att den kategoriseras som nära hotad.

## Utseende
Violhättad kolibri är en medelstor kolibri. Hanen är smaragdgrön med skinande violett hjässa och bronslila stjärt. Honan har vitaktig undersida med gröna fläckar på sidorna.

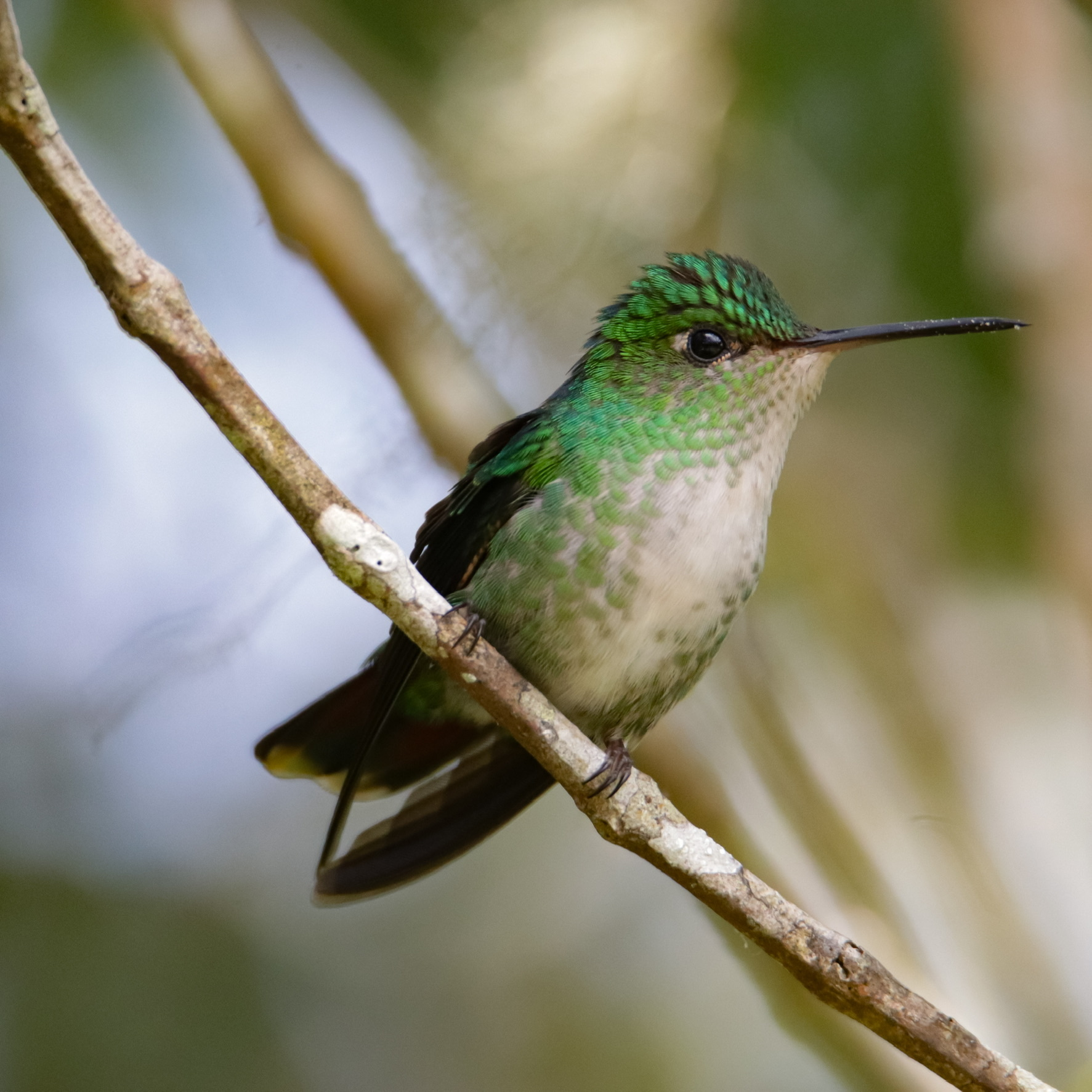
Hona.

## Utbredning och systematik
Fågeln återfinns i högländer på gränsen mellan Centralamerika och Sydamerika, i östra Panama och allra nordvästligaste Colombia. Den behandlas som monotypisk, det vill säga att den inte delas in i några underarter.

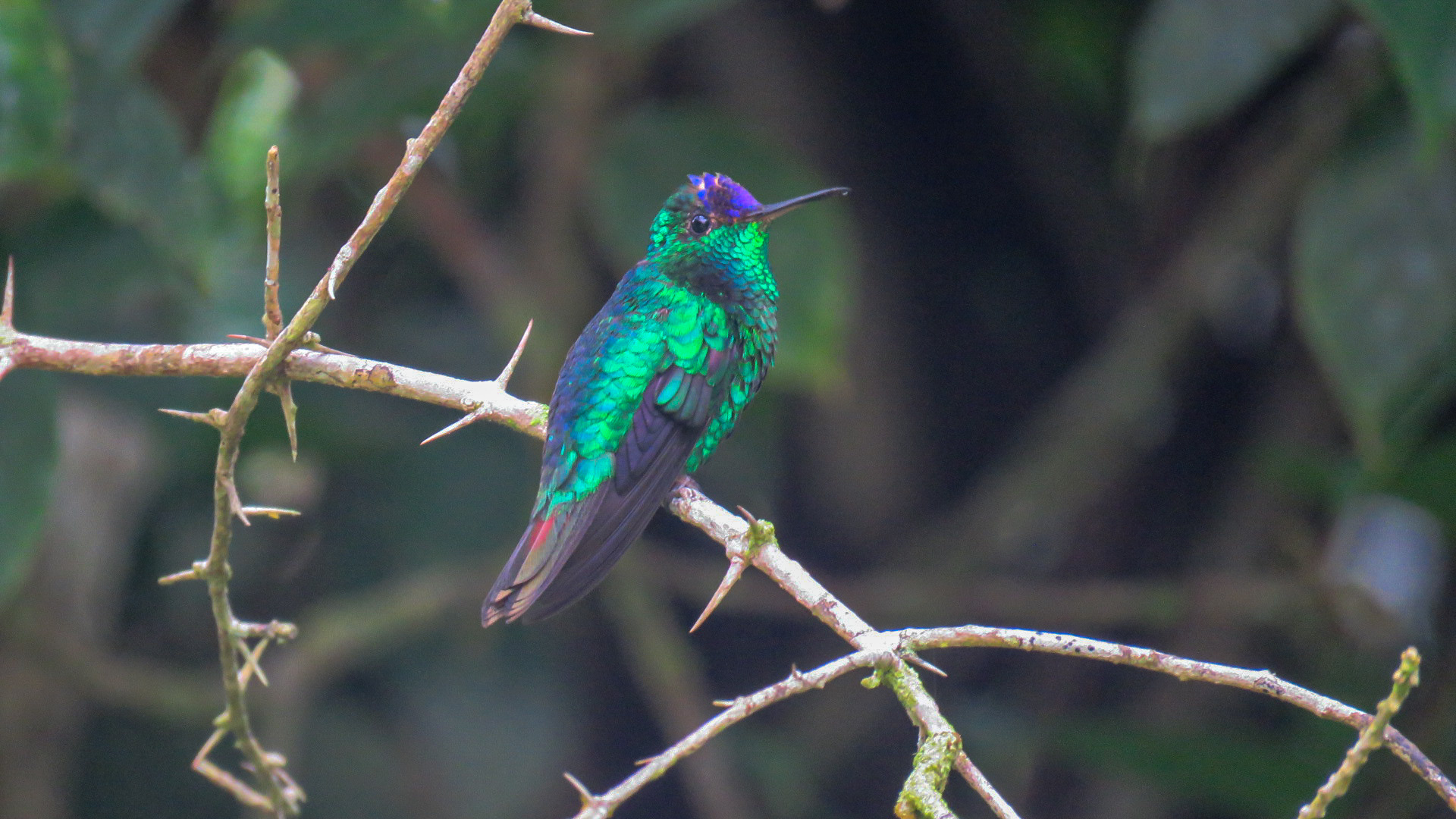
Hane fotograferad i Panama.

### Släktskap
Arten placeras traditionellt som ensam art i släktet Goldmania. Genetiska studier visar dock att den är nära släkt med arten pirrekolibri (Goethalsia bella). De förs idag till samma släkte, där Goldmania har prioritet.

## Levnadssätt
Violhättad kolibri hittas i skogar och skogsbryn i förberg på mellan 600 och 1200 meters höjd. Den ses ofta födosöka bland blommor på låg till medelhög nivå, men kan också besöka kolibrimatningar.

## Status
Violhättad kolibri har ett litet utbredningsområde som tros krympa till följd av skogsavverkningar, vilket även antas påverka beståndet. Den är dock inte ännu begränsad till några få lokaler. Internationella naturvårdsunionen IUCN kategoriserar arten som nära hotad.

## Namn
Det vetenskapliga släktesnamnet hedrar Edward Alphonso Goldman (1873-1946), zoolog och major i US Army. Fram tills nyligen kallades den även goldmankolibri på svenska, men justerades 2022 till ett  mer informativt namn av BirdLife Sveriges taxonomikommitté.